# 旋叶偏蒴藓
旋叶偏蒴藓（学名：Ectropothecium intorquatum）为灰藓科偏蒴藓属下的一个种。

## 扩展阅读
- 維基物種上的相關：旋叶偏蒴藓